# Kristian Hansen
Kristian Aage Hansen (-Bøgesø) (Everdrup, 1895. január 28. – Hammer, 1955. június 13.) olimpiai ezüstérmes dán tornász.
Az 1920. évi nyári olimpiai játékokon indult tornában és a svéd rendszerű csapat összetettben ezüstérmes lett.
Klubcsapata a DDS&G's Hold volt.